# Xaenapta denticollis
Xaenapta denticollis är en skalbaggsart som beskrevs av Fisher 1925. Xaenapta denticollis ingår i släktet Xaenapta och familjen långhorningar. Inga underarter finns listade i Catalogue of Life.